# Marsyas
För andra betydelser, se Marsyas (olika betydelser).

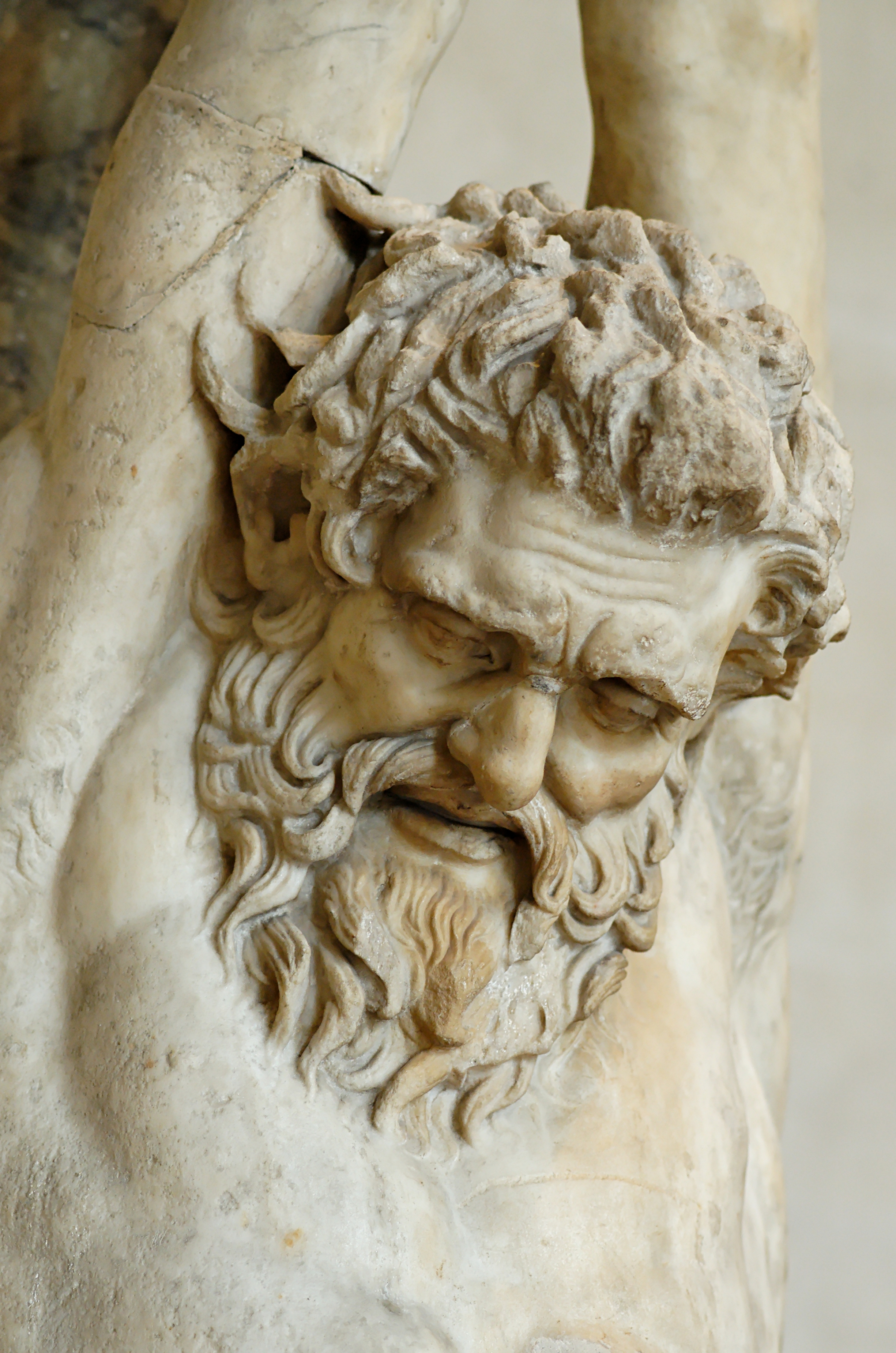
Detalj av marmorstaty, romersk kopia av hellenistiskt original, Louvren.

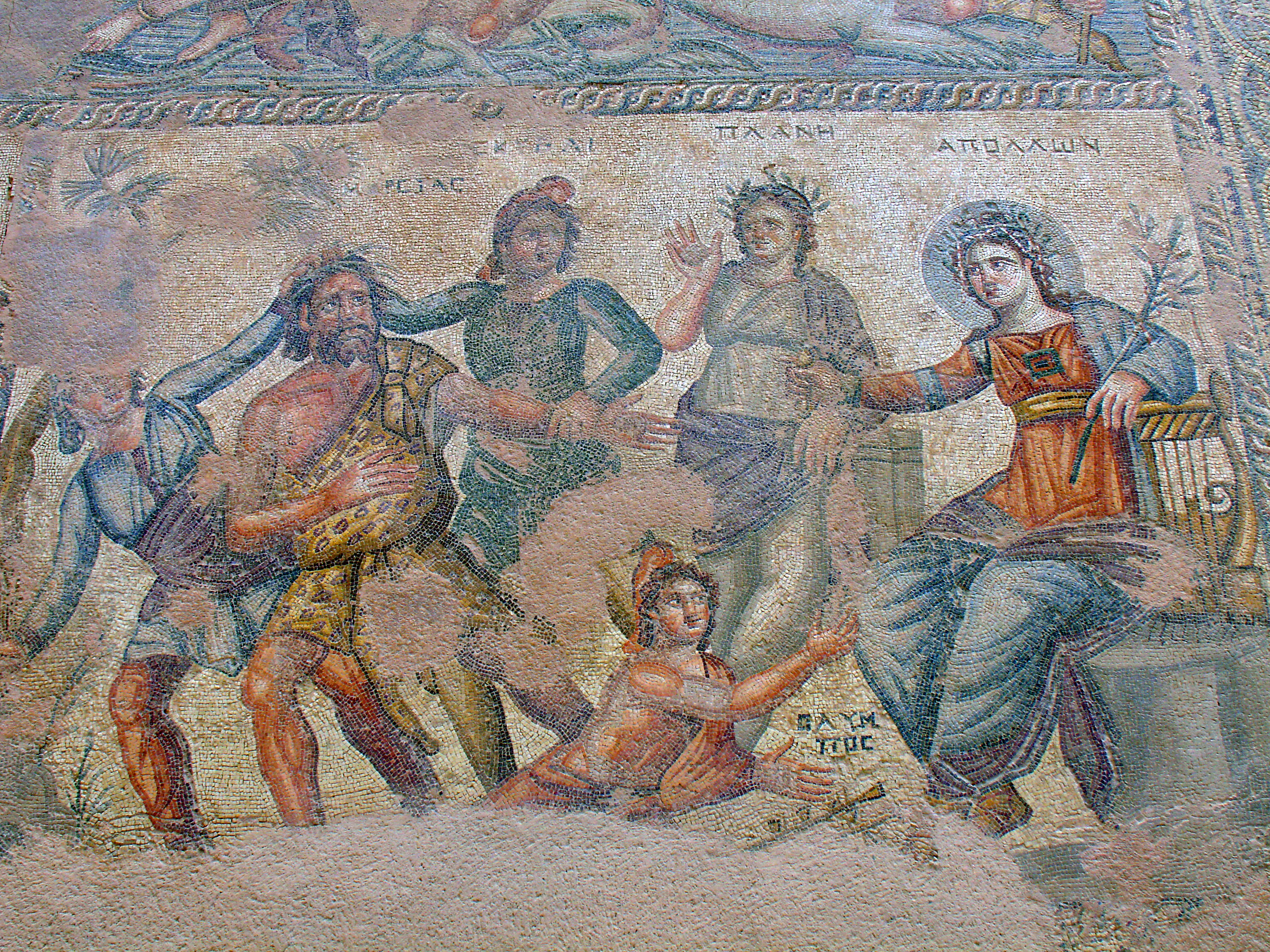
Mosaik från Paphos, Cypern.

Marsyas var en frygisk satyr i grekisk mytologi. 
En dag hittade Marsyas Athenas dubbelflöjt som hon kastat bort därför att hon ansåg att hon såg ful ut när hon använde den och blåste upp kinderna. Marsyas var redan ful och brydde sig inte om hur han såg ut när han spelade flöjt. Han beslutade sig för att utmana Apollon i en tävling om vem som var bäst på att spela flöjt. Vinnaren fick göra som han behagade med förloraren. Apollon vann; enligt vissa versioner lyckades han med den omöjliga uppgiften att spela flöjt upp och ned. Apollon gjorde processen kort med Marsyas, som fräckt nog hade vågat utmana guden. Apollon lät hänga upp satyren i ett pinjeträd som stod vid en flod vid namnet Marsyas, och flådde honom levande.